# Raimondo Boucheron
Raimondo Boucheron (15. března 1800 Turín – 28. února 1876 Milán) byl italský hudební skladatel a muzikolog.

## Život
Raimondo Boucheron se narodil v Turíně 15. března 1800 v rodině Michele Boucherona a Anny Marie rozené Bertolone. Otec, advokát a amatérský hudebník, poskytl synovi základní hudební vzdělání. Později ho v Cuneo učil mistr Goletti na klavír. Rodina se přestěhovala do Novary a později do Mondovi, kde Raimondo pokračoval ve studiu hry na housle a na dechové nástroje. Také začal studovat skladbu. Po smrti otce v roce 1817 se vrátil do Turína, aby studoval práva, ale brzy toho zanechal a věnoval se dalšímu hudebnímu vzdělávání.
V roce 1822 získal místo maestra a dirigenta v divadle Teatro Civico ve Vogheře a v roce 1829 vyhrál konkurz na místo kapelníka v katedrále ve Vigevanu. Oženil se v roce 1832 s Caterinou Fagnaniovou, která mu porodila sedm dětí. V té době komponoval převážně chrámovou hudbu a zabýval se hudební teorií. V roce 1842 publikoval v Gazzetta musicale di Milano jednotlivé části filosofického traktátu Filosofia della musica, o estetica applicata a quest'arte (Filosofie hudby aneb estetika tohoto druhu umění). V témže roce pak úplné dílo vyšlo v nakladatelství Ricordi.
V letech 1844–1847 byl Boucheron kapelníkem katedrály v Casale Monferrato a v roce 1847 byl jmenován kapelníkem Katedrály Narození Panny Marie v Miláně. Tuto funkci pak zastával až do své smrti. Pokračoval v komponování chrámové hudby a v teoretických studiích. V roce 1856 vydal v Miláně učebnici harmonie La scienza dell'armonia, spiegata dai rapporti dell' arte coll'umana natura, ve které studoval vztahy mezi hudbou a přírodními jevy. Na základě této práce a celoživotního díla se stal členem filharmonických společností Bologne, Říma a Florencie.
V roce 1868 ho Giuseppe Verdi pozval k účasti na komponování Messa per Rossini, velkého requiem, které mělo být provedeno na výročí úmrtí Gioacchina Rossiniho dne 14. listopadu 1869 v bazilice San Petronio v Bologni. Boucheron složil sekvence Confutatis a Oro supplex (basové sólo se sborem). Mše jako celek však byla provedena až po více než stu letech, v roce 1988.
Zemřel v Miláně 28. února 1876.

## Dílo
Boucheronovo dílo zahrnuje převážně chrámovou a komorní hudbu. Napsal sice dvě opery, ale ty nebyly nikdy provedeny.

### Chrámové skladby
- Gran Messa a otto voci con orchestra (1825)
- Messa da requiem a tre voci con orchestra (1829)
- Messa funebre a quattro voci
- Ingresso e offertorio pel primo giorno dell'anno
- Grande Messe de requiem dédiée à A. de la Fage a quattro e cinque voci con orchestra (1840-1874)
- Messa da requiem (1860, zádušní mše za vévodu Karla Alberta)
- Miserere a quattro voci, con archi e arpa (1873)

### Jiné skladby
- Gran sinfonia per orchestra (1828)
- Inno per le cinque giornate di Milano (text Pasquale Contini)

### Muzikologická díla
- Filosofia della musica o estetica applicata a quest'arte (Milán, 1842)
- La scienza dell'armonia spiegata dai rapporti dell'arte coll'umana natura (Milán, 1856)
- Esercizi d'armonia in 42 partimenti numerati (Milán, 1871)
- Corso elementare completo di lettura musicale in brevi solfeggi